# (2730) Barks
(2730) Barks – planetoida z grupy pasa głównego asteroid okrążająca Słońce w ciągu 4 lat i 177 dni w średniej odległości 2,72 j.a. Została odkryta 30 sierpnia 1981 roku w Lowell Observatory (Anderson Mesa Station) przez Edwarda Bowella. Nazwa planetoidy pochodzi od Carl Barksa (1901-2000), amerykańskiego scenarzysty i grafika. Przed nadaniem nazwy planetoida nosiła oznaczenie tymczasowe (2730) 1981 QH.